# Petr Fuksa
Petr Fuksa (* 28. září 1969 Nymburk) je bývalý český reprezentant v rychlostní kanoistice, olympionik, mistr světa a mistr Evropy.

## Rychlostní kanoistika
Na LOH 1996 v Atlantě byl v semifinále v kategoriích C2 500 m a C2 1000 m.
Jeho spolujezdci byli Petr Procházka, Tomáš Křivánek, Karel Kožíšek, Jiří Heller, Jan Břečka, Petr Netušil

## Kanoemaraton
V roce 1992 získal bronz na III. mistrovství světa v kanoemaratonu v Brisbane (C2, 45 km), jeho spolujezdcem byl Zbyněk Adamec.

## Trenérská kariéra
Trénuje syna Martina Fuksu, olympionika, mistra světa a Evropy, kanoistice se věnuje i jeho mladší syn Petr.